# Oliveri
Oliveri es una localidad italiana de la provincia de Mesina, en Sicilia. Localizada a unos 150 km al este de Palermo, y a unos 45 al oeste de Mesina. El municipio dispone de unos 10 km² y 2.124 habitantes. Limita con los municipios de Patti, Falcone y Montalbano Elicona.

Ubicación de la ciudad de Oliveri dentro de la provincia de Mesina.

## Evolución demográfica
| Gráfica de evolución demográfica de Oliveri entre 1861 y 2001 |
|                                                               |
| Fuente ISTAT - Elaboración gráfica por parte de Wikipedia     |